# Throbber
Ein Throbber ist eine Grafik, die gewöhnlich bei Computerprogrammen (speziell bei Webbrowsern) zu finden ist und durch Animation anzeigt, dass das Programm eine Aktion ausführt, wie das Laden einer Webseite oder das Komprimieren bei Archivierungsprogrammen.
Der Begriff „Throbber“ ist die englische Bezeichnung (von to throb – schlagen/pulsieren).  Eine Übersetzung dafür hat sich in der deutschen Sprache noch nicht etabliert.
Auf dieser Grafik ist meistens ein programmspezifisches Erkennungs-Symbol zu sehen (z. B. beim Internet Explorer von Microsoft das blaue e mit dem diagonalen Satellitenkreis), also oft das Markenzeichen der Hersteller.
Ein allgemein verbreitetes Throbber-Symbol ist dagegen das sogenannte Spinning Wheel (drehendes Rad), das in den Browsern Apple Safari, Opera und Mozilla Firefox, dem Tango Desktop Project sowie diversen (insbesondere Ajax-)Webanwendungen verwendet wird. Es besteht aus mehreren, speichenförmig angeordneten Linien, die in der Animation nacheinander im Stil einer sich im Uhrzeigersinn bewegenden Welle hervorgehoben werden.
Das drehende Rad geht auf eine ähnliche Animation in textmodus-basierten Programmen zurück, bei der in immerwiederkehrender Folge die Zeichen |/-\ an der gleichen Cursor-Position ausgegeben wurden (manchmal von eckigen Klammern eingerahmt wie in folgendem Beispiel:  Vorgang läuft… [/] ), solange die Anwendung noch mit einer Aufgabe beschäftigt war. Solche textbasierten Animationen waren schon in frühen Versionen von UNIX und DR DOS in den 1980er Jahren zu finden.